# Dąbrowa Górnicza Strzemieszyce
Dąbrowa Górnicza Strzemieszyce – węzłowa stacja kolejowa w dąbrowskiej dzielnicy Strzemieszyce Wielkie, w województwie śląskim (małopolska część województwa), w Polsce; znajduje się przy ul. Stacyjnej, usytuowana jest na kilometrze 69,221 linii kolejowej nr 62, między stacjami Dąbrowa Górnicza Wschodnia i Sosnowiec Kazimierz. Stacja obsługuje pasażerskie połączenia kolejowe w relacji Katowice – Sosnowiec Południowy – Kozłów – Sędziszów – Kielce Główne oraz tranzytowe pociągi towarowe.

## Ruch pasażerski
| Rok  | Wymiana pasażerska na dobę |
| ---- | -------------------------- |
| 2017 | 20-49                      |
| 2018 | 20-49                      |
| 2019 | 20-49                      |
| 2020 | 20-49                      |
| 2021 | 20-49                      |
| 2022 | 50-99                      |
| 2023 | 50-99                      |

## Historia

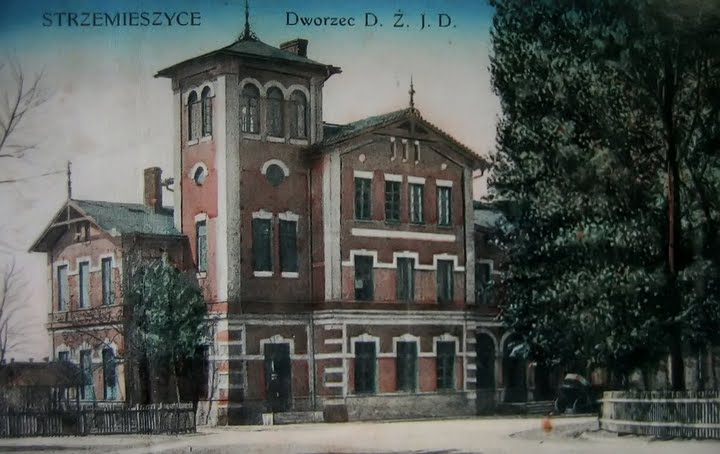
Widok budynku w 1917 roku. W czasach powojennych zlikwidowano zdobienia i wymieniono okna na nowe

Stacja Dąbrowa Górnicza-Strzemieszyce powstała w 1885 roku, kiedy to do tej samodzielnej wówczas miejscowości dotarła Kolej Iwanogrodzko-Dąbrowska. Wcześniej istniał przystanek na Kolei Warszawsko-Wiedeńskiej (dzisiejsza Dąbrowa Górnicza Południowa).
Obok stacji, pierwotnie zwanej Strzemieszycami Radomskimi, powstała też istniejąca do dziś parowozownia.
Lokomotywy ze Strzemieszyc obsługiwały wówczas całą linię z Dęblina do Zagłębia. Obecnie budynkami parowozowni zarządza spółka PKP Energetyka. Pociągi pasażerskie w kierunku Kielc i Katowic zawsze cieszyły się popularnością wśród mieszkańców.
W latach 80. XX wieku przez Strzemieszyce kursowały wakacyjne pociągi Gliwice – Suwałki oraz Lublin – Kudowa-Zdrój.
Do 1993 roku Strzemieszyczanie mieli także możliwość dojazdu koleją do Huty Katowice i centrum miasta. Obecnie zatrzymują się tutaj jedynie pociągi osobowe z Katowic do Olkusza, Tunelu, Sędziszowa i Kielc.
25 czerwca 2007 roku około godziny 5-tej rano na poddaszu budynku dworcowego wybuchł pożar, który doprowadził do dewastacji budynku. Wielogodzinna akcja gaśnicza prowadzona przez kilka jednostek straży pożarnej okazała się częściowo skuteczna. Ugaszono pożar, jednak zniszczenia spowodowane przez ogień są znaczne, przez co budynek dworca jest obecnie zdewastowany.
Budynek był nieczynny od pożaru z 2007 roku. 
Przez kilka lat trwały starania aktywistów Stowarzyszenia Samorządne Strzemieszyce o zachowanie budynku. Konserwator zabytków wszczął procedurę wpisania obiektu do ewidencji zabytków, jednak nie zdążono jej dokończyć. Miasto nie było zainteresowane przejęciem budynku, a PKP PLK rozpoczęły starania o uzyskanie pozwolenia na rozbiórkę. 7 stycznia 2016 roku rozpoczęto wyburzenie obiektu. Decyzję o rozbiórce budynku podjął Wojewódzki Inspektor Nadzoru Budowlanego, który ustalił, że nie jest on wpisany do rejestru zabytków, ani nie został objęty ochroną konserwatorską na podstawie miejscowego planu zagospodarowania przestrzennego miasta.